# Athetis contorta
Athetis contorta är en fjärilsart som beskrevs av Emilio Berio 1976/77. Athetis contorta ingår i släktet Athetis och familjen nattflyn. Inga underarter finns listade i Catalogue of Life.